# Montchamp (Cantal)
Montchamp é uma comuna francesa na região administrativa de Auvérnia-Ródano-Alpes, no departamento de Cantal. Estende-se por uma área de 16,33 km². Em 2010 a comuna tinha 141 habitantes (densidade: 8,6 hab./km²).